# 两德基础条约
两德基础条约（德語：Grundlagenvertrag），全称为“德意志联邦共和国与德意志民主共和国关系基础条约”，由东西两德签署于1972年，变相互相承认对方的主权，废除了原西德哈尔斯坦主义外交政策转而实行新东方政策。
在1971年，战后四占领国对关于柏林问题的柏林四強协定签署后，两德即着手继续谈判边界及主权问题。基础条约正式在1972年12月21日签署于东柏林，联邦德国总理勃兰特顶住了保守派的反对呼声。東德开始逐渐与西方国家建交，1973年东西德国同时加入联合国。1974年兩國互設常駐代表處。